# Slazenger Challenge 4-Star
Challenge 4-Star foi uma bola de futebol produzida pela empresa Slazenger para uso na Copa do Mundo FIFA de 1966 realizada na Inglaterra.

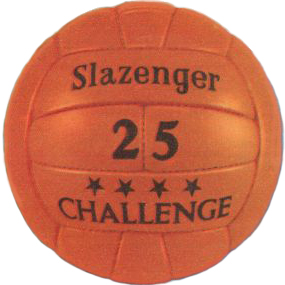
A Slazenger Challenge 4-Star.

A Chalenge 4-Star, do fabricante Inglês Slazenger, foi produzida como suas antecessoras, de couro, com o desenho do painéis colocados juntos e de forma alongadas. A bola usada na final tinha uma cor marrom-avermelhada.